# Waldo P. Johnson
Waldo Porter Johnson, född 16 september 1817 i Bridgeport, Virginia (nuvarande West Virginia), död 14 augusti 1885 i Osceola, Missouri, var en amerikansk politiker (demokrat). Han representerade delstaten Missouri i USA:s senat 1861-1862. Han var brorson till Joseph Johnson som var guvernör i Virginia 1852-1855.
Johnson utexaminerades 1839 från Rector College i Pruntytown. Han studerade sedan juridik och inledde 1841 sin karriär som advokat. Han flyttade 1842 till Missouri. Han deltog i mexikanska kriget. Han arbetade som domare 1851-1852.
Johnson efterträdde 1861 James S. Green som senator för Missouri. Båda senatorerna för Missouri, Johnson och Trusten Polk, uteslöts 1862 ur senaten för att ha stött Amerikas konfedererade stater i amerikanska inbördeskriget. Johnson efterträddes av Robert Wilson.
Johnson deltog i inbördeskriget som överstelöjtnant i CSA:s armé. Han var ledamot av CSA:s senat 1863-1865. Han var i landsflykt i Hamilton, Ontario 1865-1866 och återvände sedan till Osceola för att fortsätta sin karriär som advokat.
Johnsons grav finns på Forest Hill Cemetery i Kansas City, Missouri.